# Forrest Tucker

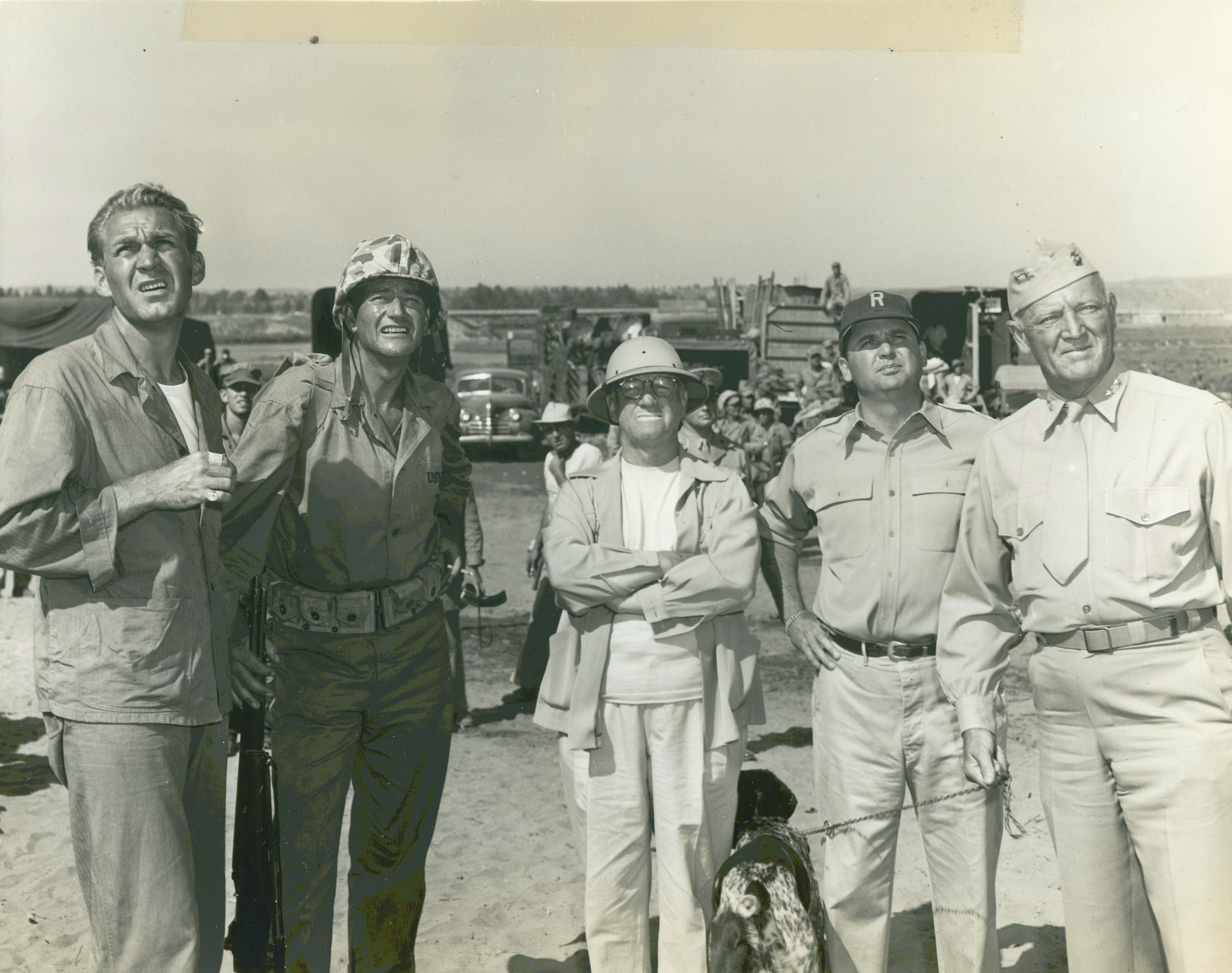
Forrest Tucker (links) neben John Wayne am Filmset von Du warst unser Kamerad (1949)

Forrest Tucker (* 12. Februar 1919 in Plainfield, Indiana; † 25. Oktober 1986 in Woodland Hills, Los Angeles, Kalifornien) war ein US-amerikanischer Schauspieler.

## Leben
Forrest Tucker begann mit 14 Jahren Theater zu spielen. Seine erste Filmrolle erhielt Tucker 1940 in dem Spielfilm Der Westerner an der Seite von Gary Cooper. Während des Zweiten Weltkrieges diente er in der Armee und setzte danach ab 1946 seine Filmkarriere fort. Tucker wirkte während seiner Karriere in annähernd 150 Filmen und Serien mit. Mit einer Größe von 1,93 Metern, einer athletischen Statur und einem auf robust wirkende Weise gutem Aussehen war er für Hauptrollen in Western, Kriminalfilmen oder Kriegsstreifen prädestiniert.
Seit 1948 stand Tucker für das Studio Republic Pictures unter Vertrag und drehte dort zahlreiche Western. In diesen agierte er teilweise auch als Hauptdarsteller und insbesondere in den 1950er-Jahren erlangte er bei Western-Fans beachtliche Popularität. In teurer produzierten Filmen musste er sich dagegen meist mit Nebenrollen begnügen, sodass ihm nie der Durchbruch zum A-Filmstar gelang. Sein komödiantisches Talent konnte er 1958 neben Rosalind Russell in Die tolle Tante unter Beweis stellen. Ab den 1960er-Jahren spielte Tucker vermehrt in Fernsehproduktionen. Zu seinen bekanntesten Rollen gehört der Sgt. Morgan O'Rourke, ein auf komische Weise intriganter Kavallerieoffizier, in der komödiantischen Militärserie F Troop (1965–1967). In späteren Jahren hatte er Gastrollen in erfolgreichen Serien wie Bonanza, Columbo, Love Boat oder Mord ist ihr Hobby. 1986 spielte er seine letzte Rolle in dem Science-Fiction-Film Die Zeitfalle an der Seite von Klaus Kinski, Lauren Hutton und William Devane.
Neben Film und Fernsehen war er ein gefragter Theaterschauspieler, ein großer Erfolg wurde Anfang der 1960er-Jahre eine US-Tournee mit ihm in der Hauptrolle im Musical The Music Man.
Tucker war dreifacher Vater und viermal verheiratet (zweimal geschieden und einmal verwitwet). Forrest Tucker starb im Oktober 1986 im Alter von 67 Jahren an den Folgen einer Krebserkrankung. Zwei Monate vor seinem Tod hatte er einen Stern auf dem Hollywood Walk of Fame erhalten.

## Filmografie (Auswahl)
- 1940: Der Westerner (The Westerner)
- 1941: Die Unvollendete (The Great Awakening)
- 1942: Meine Schwester Ellen (My Sister Eileen)
- 1942: Die ganze Wahrheit (Keeper of the Flame)
- 1946: Gehaßt, gejagt, gefürchtet (Renegades)
- 1946: Die Wildnis ruft (The Yearling)
- 1947: Rächer ohne Waffen (Gunfighters)
- 1948: Abrechnung in Coroner Creek (Coroner Creek)
- 1948: Die Plünderer von Nevada (The Plunderers)
- 1949: Raubkatze (The Big Cat)
- 1949: Du warst unser Kamerad (Sands of Iwo Jima)
- 1949: Überfall auf Expreß 44 (The Last Bandit)
- 1949: Mit Pech und Schwefel (Brimstone)
- 1949: Kopfpreis 5000 Dollar (Hellfire)
- 1950: Der Nevada-Mann (The Nevadan)
- 1950: Mississippi-Express (Rock Island Trail)
- 1950: In der Hölle von Missouri (California Passage)
- 1951: Apachenschlacht am schwarzen Berge (Oh! Susanna)
- 1951: Am Marterpfahl der Sioux (Warpath)
- 1951: Gold in Neuguinea (Crosswinds)
- 1951: Höllenreiter der Nacht (The Wild Blue Yonder)
- 1952: Mördersyndikat San Francisco (Hoodlum Empire)
- 1952: Herrin der Gesetzlosen (Hurricane Smith)
- 1952: Die Schönste von Montana (Montana Belle)
- 1952: Die schwarzen Reiter von Dakota (Bugles in the Afternoon)
- 1952: Der Tiger von Utah (Ride the Man Down)
- 1952: Die roten Teufel von Arizona (Flaming Feather)
- 1953: Der Cowboy von San Antone (San Antone)
- 1953: Unternehmen Panthersprung (Flight Nurse)
- 1953: Anna von Singapur (Laughing Anne)
- 1953: Pony-Express (Pony Express)
- 1954: Kalifornische Sinfonie (Jubilee Trail)
- 1955: Spionagenetz Hamburg (Break in the Circle)
- 1955: Die Stadt der toten Seelen (Rage at Dawn)
- 1955: Der letzte Indianer (The Vanishing American)
- 1955–1956: Crunch and Des (Fernsehserie, 39 Folgen)
- 1956: Im Lande Zorros (Stagecoach to Fury)
- 1956: Rivalen ohne Gnade (Three Violent People)
- 1957: Yeti, der Schneemensch (The Abominable Snowman)
- 1957: Lederstrumpf: Der Wildtöter (The Deerslayer)
- 1958: Die Letzten der 2. Schwadron (Fort Massacre)
- 1958: Die Teufelswolke von Monteville (The Trollenberg Terror)
- 1958: Die tolle Tante (Auntie Mame)
- 1963: Tausend Meilen Staub (Rawhide, Fernsehserie, Folge 6x11)
- 1965: Die Leute von der Shiloh Ranch (The Virginian, Fernsehserie, Folge 3x18)
- 1965–1967: F Troop (Fernsehserie, 65 Folgen)
- 1965–1972: Rauchende Colts (Gunsmoke, Fernsehserie, 6 Folgen)
- 1967/1968: Daniel Boone (Fernsehserie, 2 Folgen)
- 1968: Die Nacht, als Minsky aufflog (The Night They Raided Minsky’s)
- 1970: Barquero
- 1970: Chisum
- 1970: Der Chef (Ironside, Fernsehserie, Folge 4x09)
- 1971: The Name of the Game (Fernsehserie, Folge 3x18)
- 1971: Bonanza (Fernsehserie, Folge 13x14 Der Kriegsschmuck von Red Cloud)
- 1972: Columbo: Ein Denkmal für die Ewigkeit (Blueprint for Murder, Fernsehreihe)
- 1972: Die Ferien des Mr. Bartlett (Cancel My Reservation)
- 1973–1974: Dusty, Dusty (Dusty's Trail, Fernsehserie, 26 Folgen)
- 1975: Unsere kleine Farm (Little House on the Prairie, Fernsehserie, Folge 1x24)
- 1975: The Wild McCullochs
- 1975: The Ghost Busters (Fernsehserie, 15 Folgen)
- 1976: Kojak – Einsatz in Manhattan (Kojak, Fernsehserie, Folge 3x16)
- 1976: Die Sieben-Millionen-Dollar-Frau (The Bionic Woman, Fernsehserie, Folge 1x06 Wehrlos)
- 1977: Der Große aus dem Dunkeln, Teil 3 (Walking Tall: Final Chapter)
- 1978: Black Beauty (Miniserie)
- 1978: Make-up und Pistolen (Police Woman, Fernsehserie, Folge 4x19)
- 1979/1981: Fantasy Island (Fernsehserie, 2 Folgen)
- 1980–1983: Love Boat (The Love Boat, Fernsehserie, 3 Folgen)
- 1981: The Adventures of Huckleberry Finn (Fernsehfilm)
- 1982: Matt Houston (Fernsehserie, Folge 1x04)
- 1983: Verfolgt bis in den Tod (Blood Feud) (Fernsehfilm)
- 1984: Mord ist ihr Hobby (Murder, She Wrote, Fernsehserie, Folge 1x04)
- 1985: Geheimcode Charly (Thunder Run)
- 1987: Die Zeitfalle (Timestalkers) (Fernsehfilm)